# 丹尼絲·赫爾曼-維克

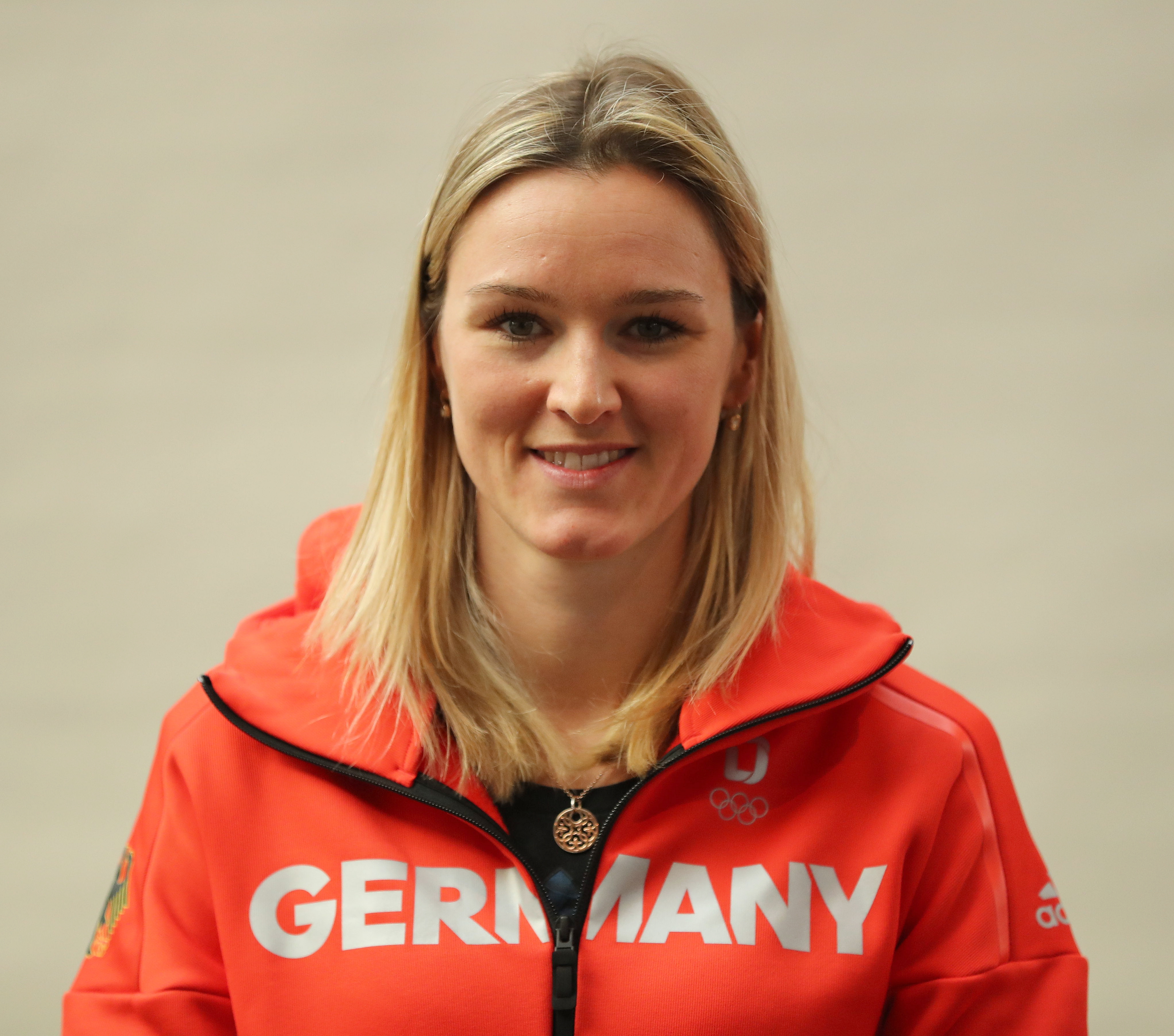
丹尼丝·赫尔曼，2018年

丹尼絲·赫爾曼-維克（Denise Herrmann-Wick，1988年12月20日—），舊姓赫爾曼（Herrmann），德國冬季兩項運動員，她代表德國隊參加了中國舉行的2022年冬季奧林匹克運動會，並且在女子15公里个人比赛上获得金牌，在女子4×6公里接力比赛上獲得銅牌。